# Mniobia scabrosa
Mniobia scabrosa är en hjuldjursart som beskrevs av Murray 1911. Mniobia scabrosa ingår i släktet Mniobia och familjen Philodinidae. Inga underarter finns listade i Catalogue of Life.